# Atriplex gardneri
Atriplex gardneri es una especie perenne perteneciente a la familia de las amarantáceas.  Es originaria de  Norteamérica occidental desde Columbia Británica a Saskatchewan en Canadá al sur de Nevada y Nuevo México en los Estados Unidos.

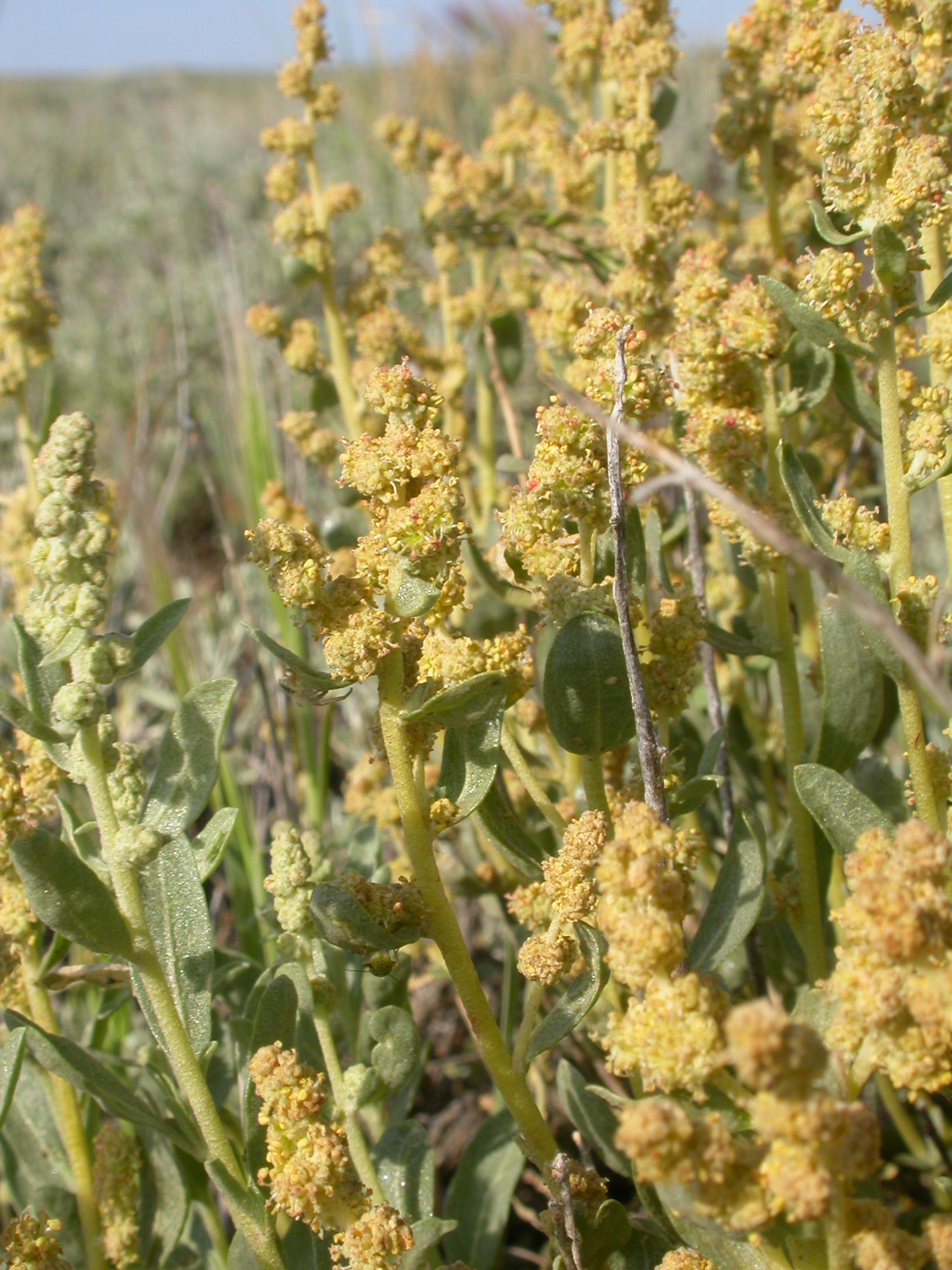
Inflorescencias

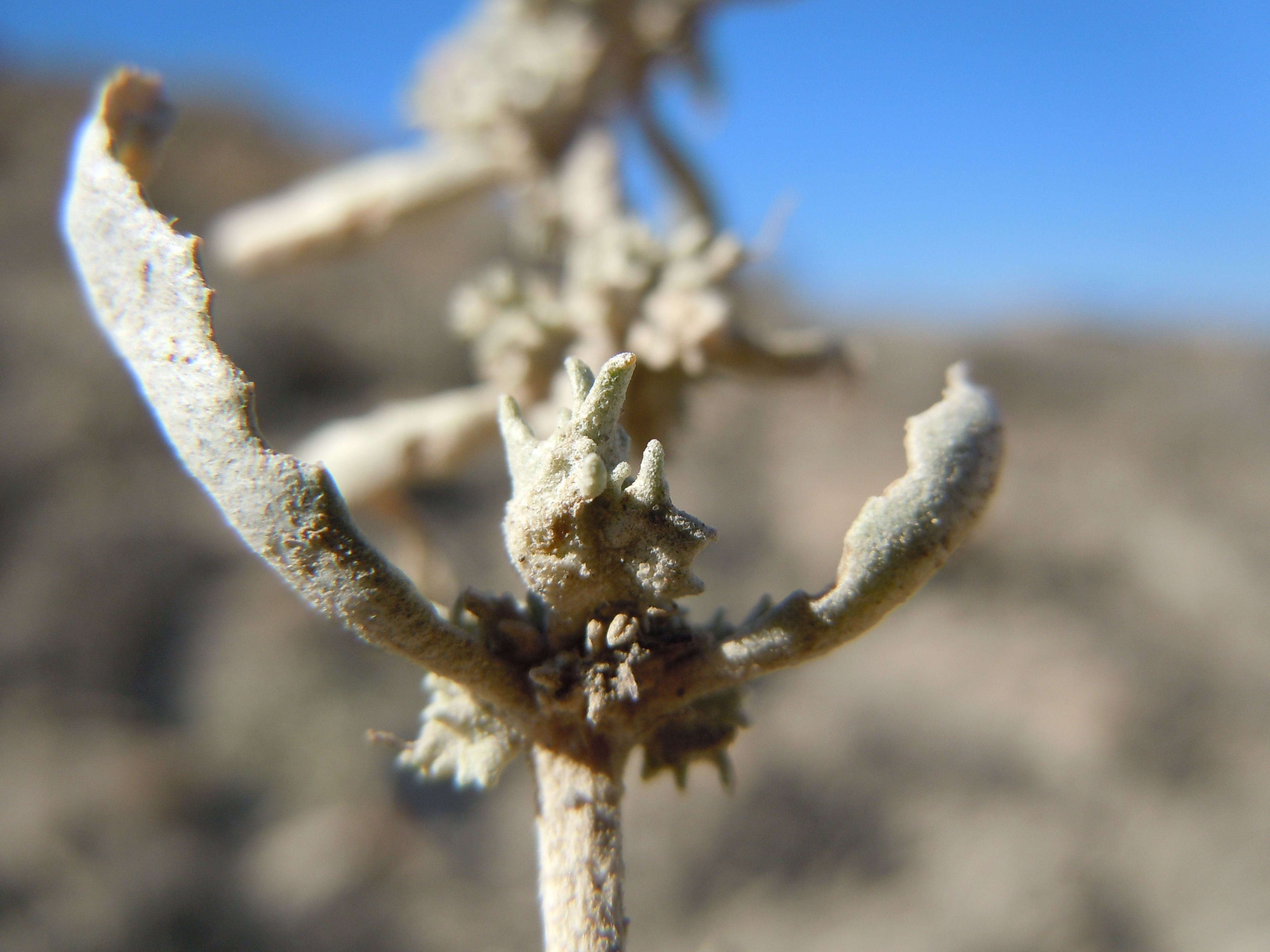
Detalle de la planta

## Descripción
Esta especie es considerada actualmente como un complejo de varias variedades y la especie es variable en apariencia. Las variedades pueden tener un nivel variables en ploidía, con diploides, triploides, tetraploides, hexaploide, y otros conocidos. Pueden ocupar diferentes tipos de hábitat.  Las variedades  pueden hibridar  entre sí y con otros Atriplex tales como Atriplex corrugata . 
En general, la planta es un arbusto o subarbusto que alcanza un tamaño de 10 centímetros hasta 1 metro  de altura. Los tallos pueden ser postrados o erectos. Las hojas pueden ser opuestas o dispuestas alternativamente y  varían en forma y tamaño. Pueden ser de color verde o verde grisáceo. La especie puede ser dioica o monoica con partes de las flores masculinas y femeninas situadas en plantas separadas o en la misma planta. Color de la flor puede variar entre las distintas variedades. La planta produce muchas semillas.

## Hábitat
Esta planta al igual que otros muchos Atriplex se encuentra comúnmente en salados y suelos alcalinos. Los suelos pueden ser de arcilla o arena. Es un miembro de varios tipos de  comunidades de plantas. Esta especie es considerada resistente al fuego, ya que es baja en aceites inflamables y con alto contenido de ceniza y compuestos similares. Cuando se quema, la planta vuelve a crecer rápidamente por el rebrote de sus raíces. A veces se plantan como cortafuegos en California.

## Ecología
Las hojas de la planta son una fuente de alimento muy nutritivo para los animales, incluido el antílope, algunas especies de conejo, y el berrendo. Es una fuente importante de los requerimientos nutricionales mínimos para las ovejas  sometidas a un periodo de gestación.

## Taxonomía
Atriplex gardneri fue descrita por (Moq.) D.Dietr. y publicado en Synopsis Plantarum 5: 537. 1852.
Etimología
Atriplex: nombre genérico latino con el que se conoce a la planta.
gardneri: epíteto otorgado en honor de su primer  colector, Alexander Gordon. El naturalista Alfred Moquin-Tandon tenía la impresión de que el apellido de Gordon era Gardner.
Sinonimia
- Atriplex gardneri D.Dietr.
- Atriplex gordonii Hook.
- Atriplex nuttallii var. gardneri (Moq.) R.J.Davis
- Atriplex nuttallii subsp. gardneri (Moq.) H.M.Hall & Clem.
- Obione gardneri Moq.[7]